# Фіолетовий колір
Фіоле́товий (фіялко́вий) — колір з максимальною частотою, яку здатне сприймати людське око. (діапазон довжин хвиль 380–440 нанометрів).
Монітор не може відтворити фіолетовий колір, оскільки він перебуває поза межами системи RGB. Фіолетовий колір можна побачити, наприклад, в дифракційному спектрі або відображеним від компакт-диска. Те, що ми бачимо на екрані, — пурпуровий (суміш синього з червоним).

## Еталони кольорів і відтінків фіолетового
- Лавандовий — typically pale (Hex: #BDBBD7) (RGB: 189, 187, 215)
- Ліловий — typically pale (Hex: #C8A2C8) (RGB: 200, 162, 200)
- Бузковий (Hex: #8357E8) (RGB: 131, 87, 232)

## Фіолетовий і пурпуровий
У традиційному колі кольорів, яке використовують художники, фіолетовий і пурпуровий кольори розташовуються між червоним і синім. Пурпуровий займає місце ближче до червоного, між малиновим і фіолетовим. Фіолетовий ближче до синього, і як правило менш інтенсивний і яскравий ніж пурпуровий.
З точки зору оптики, фіолетовий є справжнім кольором: він перебуває в кінці видимого спектра і був одним із семи спектральних кольорів, вперше описаних Ісааком Ньютоном в 1672.
В системі адитивних кольорів, що використовують для утворення кольорів на екрані комп'ютерів або кольорових телевізорів, фіолетовий передають пурпуровим, поєднуючи блакитний колір високої інтенсивності з менш інтенсивним червоним на чорному екрані. Палітра пурпурових кольорів утворюється поєднанням синього і червоного світла різної інтенсивності.

Відтінки фіолетового
Відтінки пурпурового
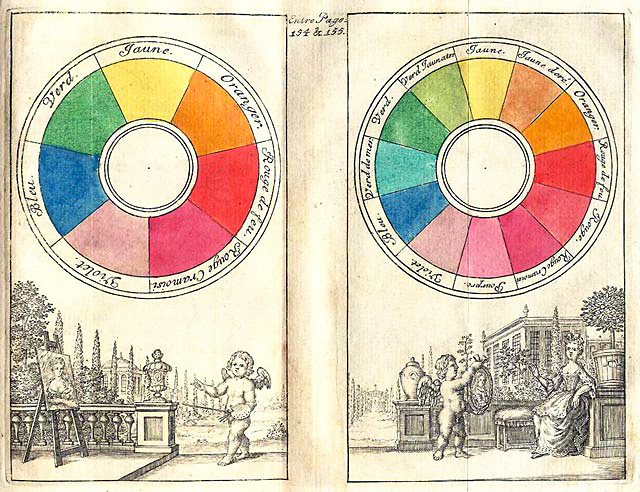
В традиційному колі кольорів Бутет (франц. Boutet, 1708) фіолетовий розміщений між синім і пурпуровим.

## В історії та мистецтві
Фіолетовий — один із найдавніших кольорів, використовуваних людиною. Сліди дуже темно-фіолетового кольору, отримані шляхом подрібнення мінералу марґану, змішаного з водою або тваринним жиром, а потім нанесеного на стіну печери або нанесеного пальцями, знайдені в наскальному мистецтві в Пеш-Мерль, датується приблизно 25 000 років. Його також знайшли в печері Альтаміра і Ласко. Іноді його використовували як альтернативу чорному вугіллю.
Ягоди роду rubus, такі як ожина, були звичайним джерелом барвників у давнину. Стародавні єгиптяни робили свого роду фіолетовий барвник, змішуючи сік шовковиці з подрібненим зеленим виноградом. Римський історик Пліній Старший повідомляв, що галли використовували фіолетову фарбу з чорниці для фарбування одягу рабів. Ці барвники створювали задовільний фіолетовий колір, але він швидко вицвітав на сонячному світлі та під час прання.

### Середні Віки та Епоха Відродження
У той час як королі та князі Середньовіччя та Відродження носили фіолетовий колір рідше, його носили професори багатьох нових університетів. Їхні мантії  були змодельовані за зразком одягу духовенства. Часто носили квадратні фіолетові шапки та фіолетові або чорні мантії з фіолетовою обробкою. Фіолетовий також відігравав важливу роль у релігійних картинах епохи Відродження. Ангелів та Марію часто зображували у фіолетових шатах.

## В культурі

### В західній культурі
В Європі й Америці фіолетовий не є популярним кольором; згідно з європейським опитуванням, лише три відсотки чоловіків і жінок назвали його серед своїх улюблених кольорів, поставивши його у рейтингу після синього, зеленого, червоного, чорного і жовтого (в такому порядку), і близько до помаранчевого. Десять відсотків опитуваних вважали його найменш улюбленим кольором; лише коричневий, рожевий і сірий були ще менш популярними.
Через свій статус як колір Римських імператорів, а також колір одягу монархів і принцес, фіолетовий і пурпуровий часто асоціюють із розкішшю. Деякі предмети розкоші, такі як годинники і дорогоцінні прикраси, часто кладуть в коробки, обтягнуті фіолетовим оксамитом, оскільки фіолетовий є додатковим кольором до жовтого і на його фоні золото виглядатиме якнайкраще.
Хоча фіолетовий колір символізує смирення в традиціях католицької церкви, він має абсолютно протилежне сприйняття загалом у суспільстві. Соціальне опитування європейців 2000 року засвідчило, що цей колір найчастіше асоціюють з марнославством. Як колір, який не так часто попадається в природі, і такий, що за своєю природою привертає увагу, його сприймають як колір індивідуальності й екстравагантності.

### У азійській культурі

#### В одязі
- В Японії фіолетовий був популярним кольором, уведеним в японське вбрання в період Хейан (794–1185). Барвник робили з кореня квітучої рослини краснокореня (Воловик лікарський), яка японською називається муразакі. Приблизно в той самий час японські художники почали використовувати пігмент, виготовлений з цієї ж рослини.[6]

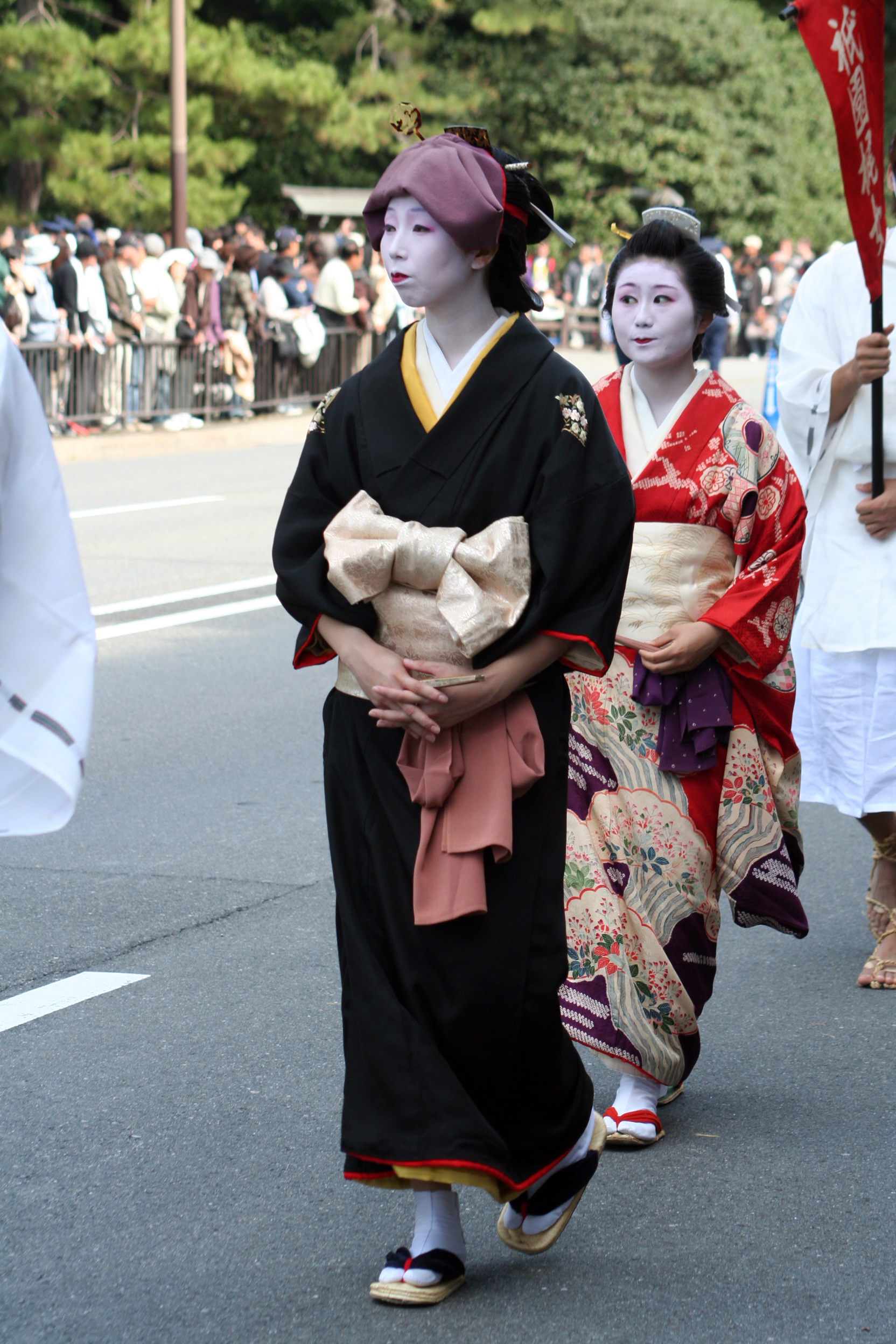
Японська жінка в кімоно, що має популярний в період Хейан стиль (794–1185), із фіолетовим головним убором.

## Галерея

Хімічна структру пігменту фіолет 29[en]. Фіолетові пігменти зазвичай мають декілька кілець.
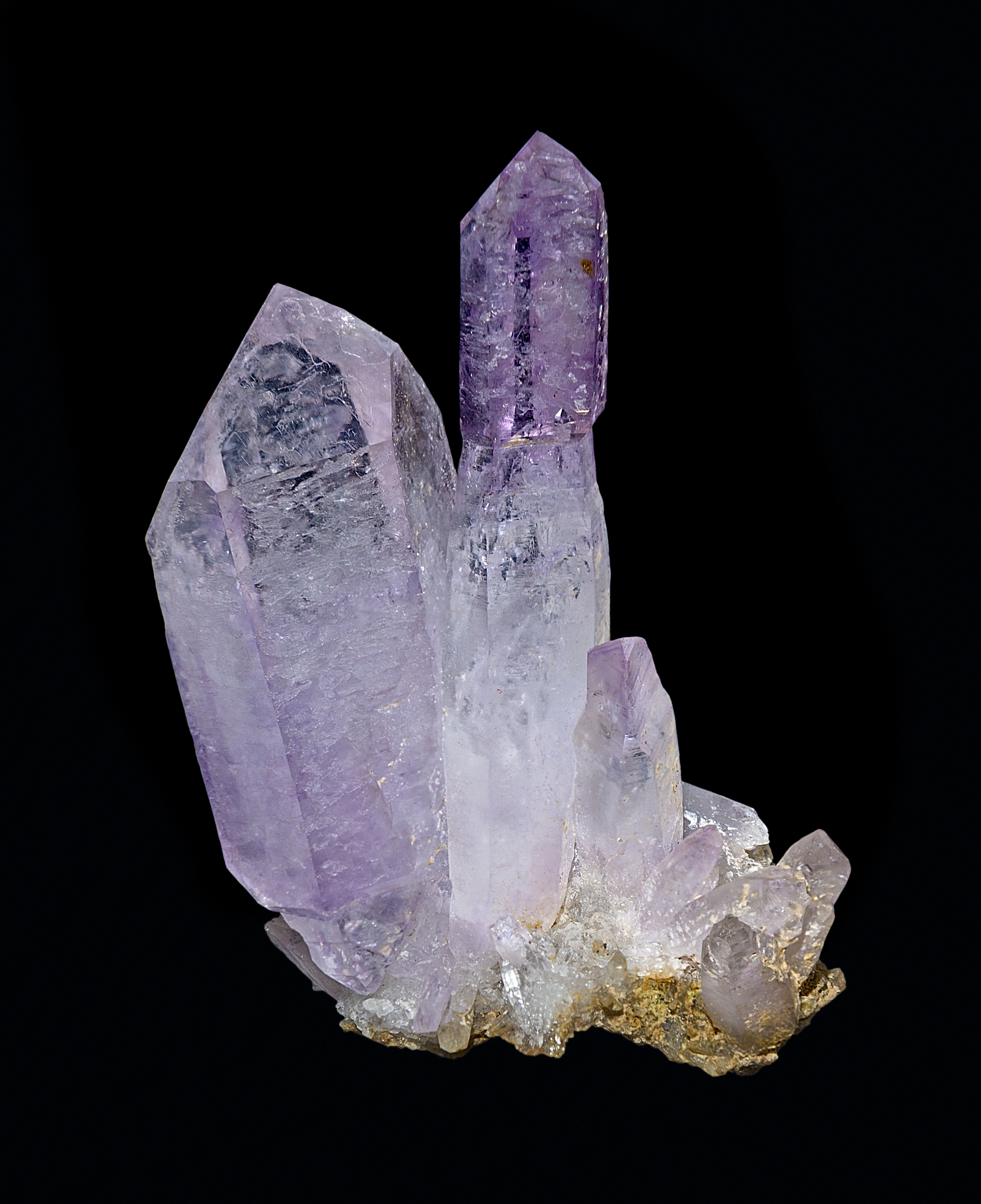
Аметист - мінерал, фіолетовий колір якого утворений домішками заліза і кварцу.
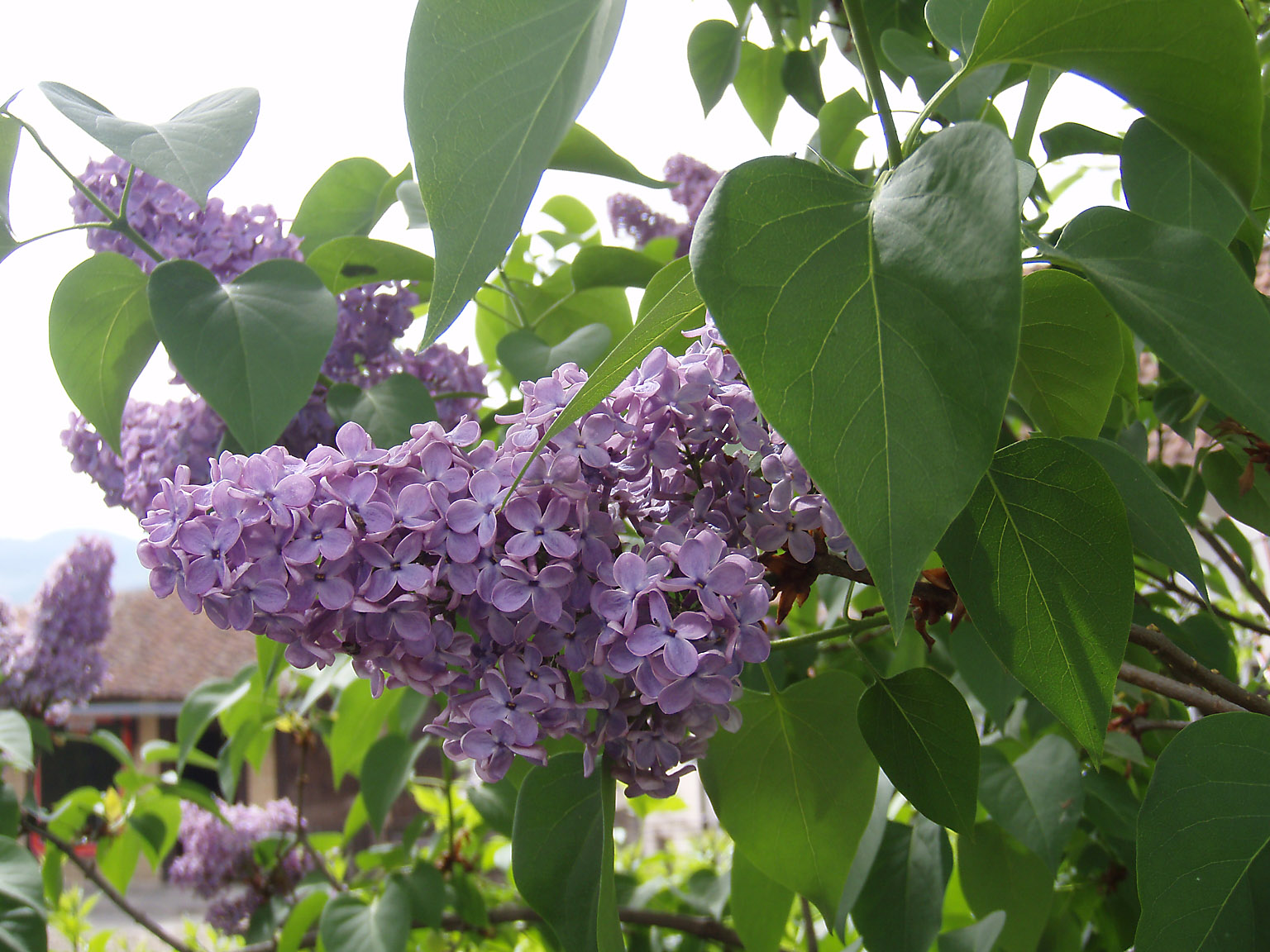
Квіти бузку
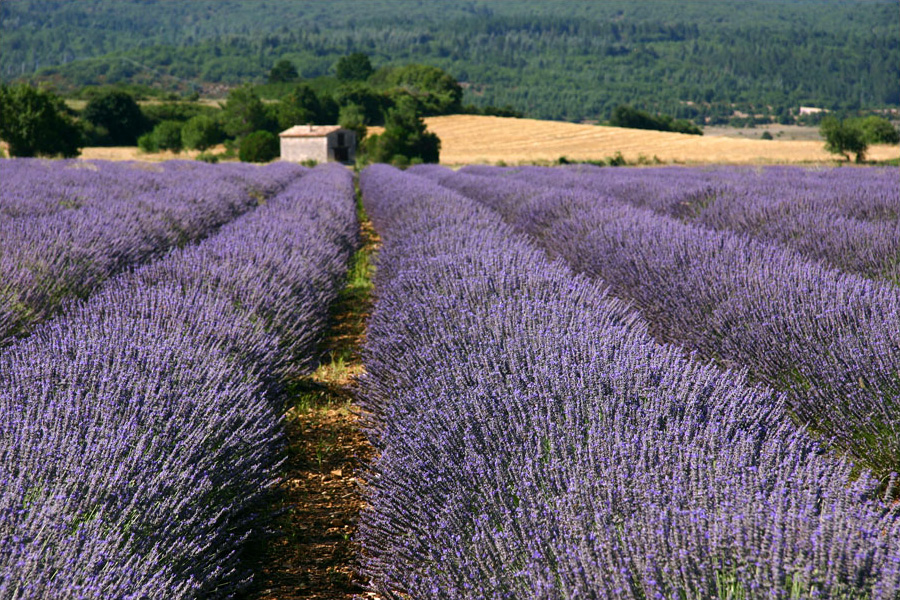
Поля лаванди.
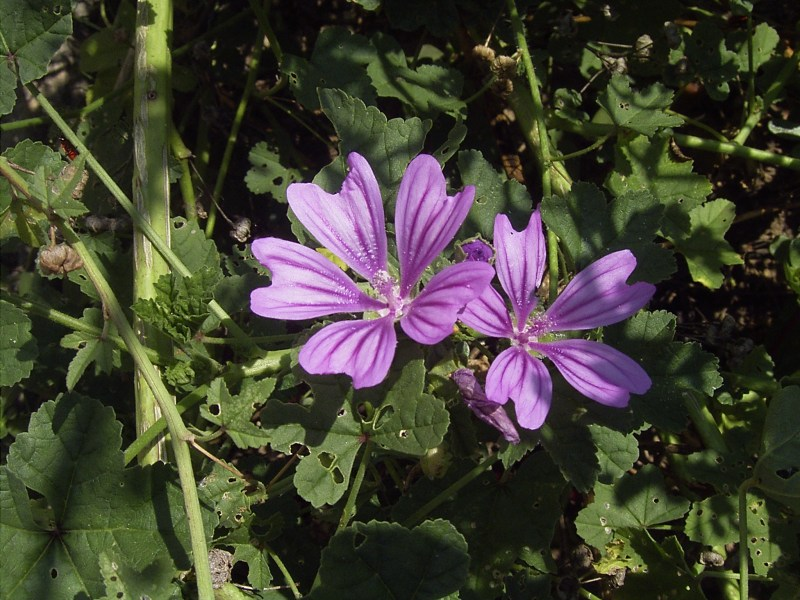
Блідо-фіолетовий колір - Рожево-бузковий[en] (англ. mauve названий в честь мальви). Квітка із родини мальвових.
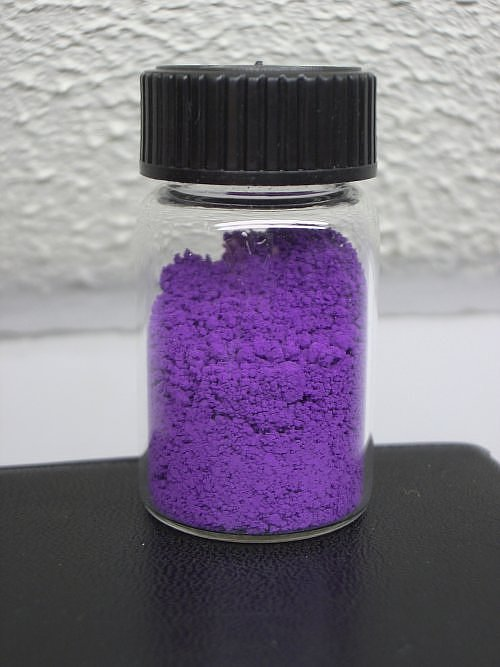
Фіолетова магнезія[en], популярний фіолетовий пігмент.